# ニグラン

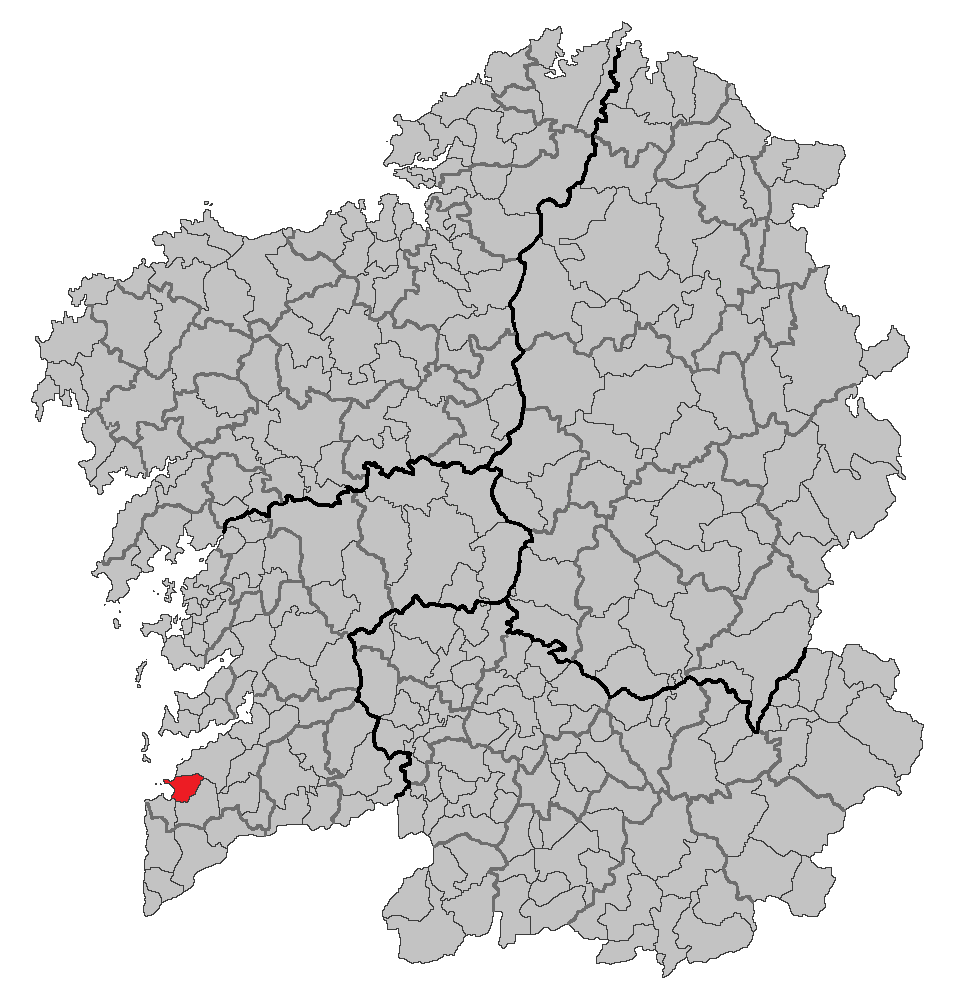

ニグラン（Nigrán）は、スペイン、ガリシア州、ポンテベドラ県の自治体で、コマルカ・デ・ビーゴに属する。ガリシア統計局によると、2009年の人口は18,021人（2008年：17,869人）。住民呼称はnigranés/-esa。
ニグランは歴史的にはコマルカ・デ・バル・ミニョール（gl:Val Miñor:　バイヨーナ、ニグラン、ゴンドマールの各自治体によって構成）に属していたが、ビーゴ都市圏の拡大に伴い、21世紀初頭に現在のように再編された。
ガリシア語話者の自治体人口に占める割合は89.93％（2001年）。

## 地理
ニグランはポンテベドラ県の南西部に位置し、コマルカ・デ・ビーゴに属する。北はビーゴと、東から南はゴンドマールと、南はバイヨーナの各自治体と接しており、西は大西洋（リア・デ・ビーゴとリア・デ・バイヨーナ）に面している。自治体中心地区はニグラン教区のニグラン地区。

### 人口
出典:INE（スペイン国立統計局）1900年 - 1991年、1996年 - 

## 交通
ニグランは州都サンティアゴ・デ・コンポステーラからは、高速道路で98km、ポルトガルとの国境からは20km、ガリシアで最も重要な都市であるビーゴからは10kmの距離にあり、バイヨーナ、ゴンドマールの各自治体と接している。陸海空の交通の便が非常によい条件にある。

## 政治
自治体首長はガリシア社会党（PSdeG-PSOE）のエフレン・フアーネス・ロドリゲス（Efrén Juanes Rodríguez）。 自治体評議員はガリシア社会党：7、ガリシア国民党（PPdeG）：5、ガリシア民族主義ブロック（BNG）：3、その他（Unión Centrista de Nigrán、ニグラン中道連合）：2となっている（2007年選挙結果、得票順）。

## 教区
ニグランは7の教区に分けられる。太字は自治体中心地区のある教区。
- カモス（サンタ・バイア）
- チャンデブリート（サン・ショセ）
- ニグラン（サン・フィス）
- パンション（サン・ショアン）
- パラーダ（サンティアーゴ）
- プリエゲ（サン・マメーデ）
- ア・ラマジョーサ（サン・ペドロ）

## ギャラリー

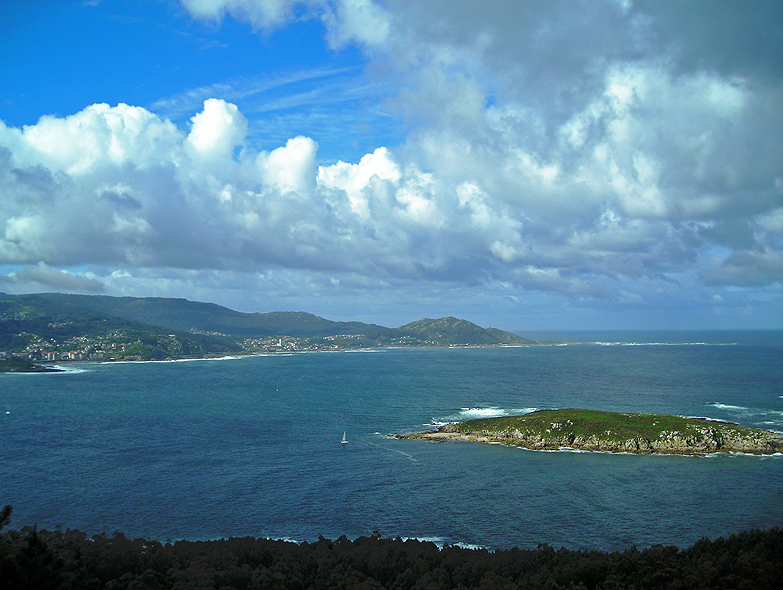
エステーラス諸島とシジェイロ岬
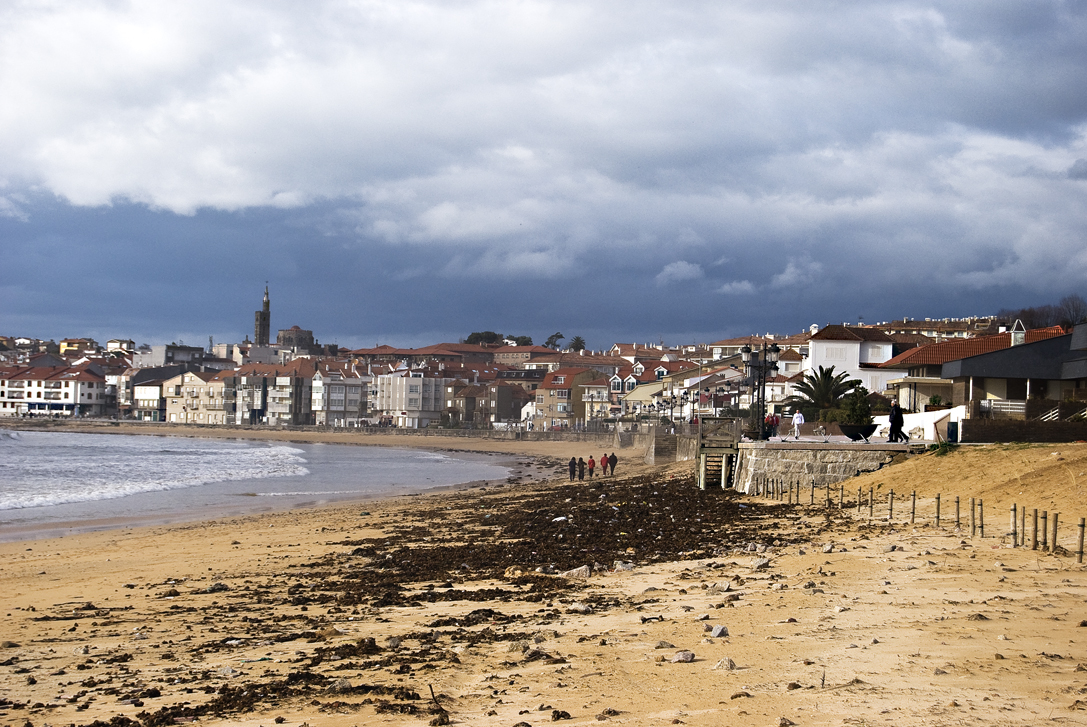
パンション教区
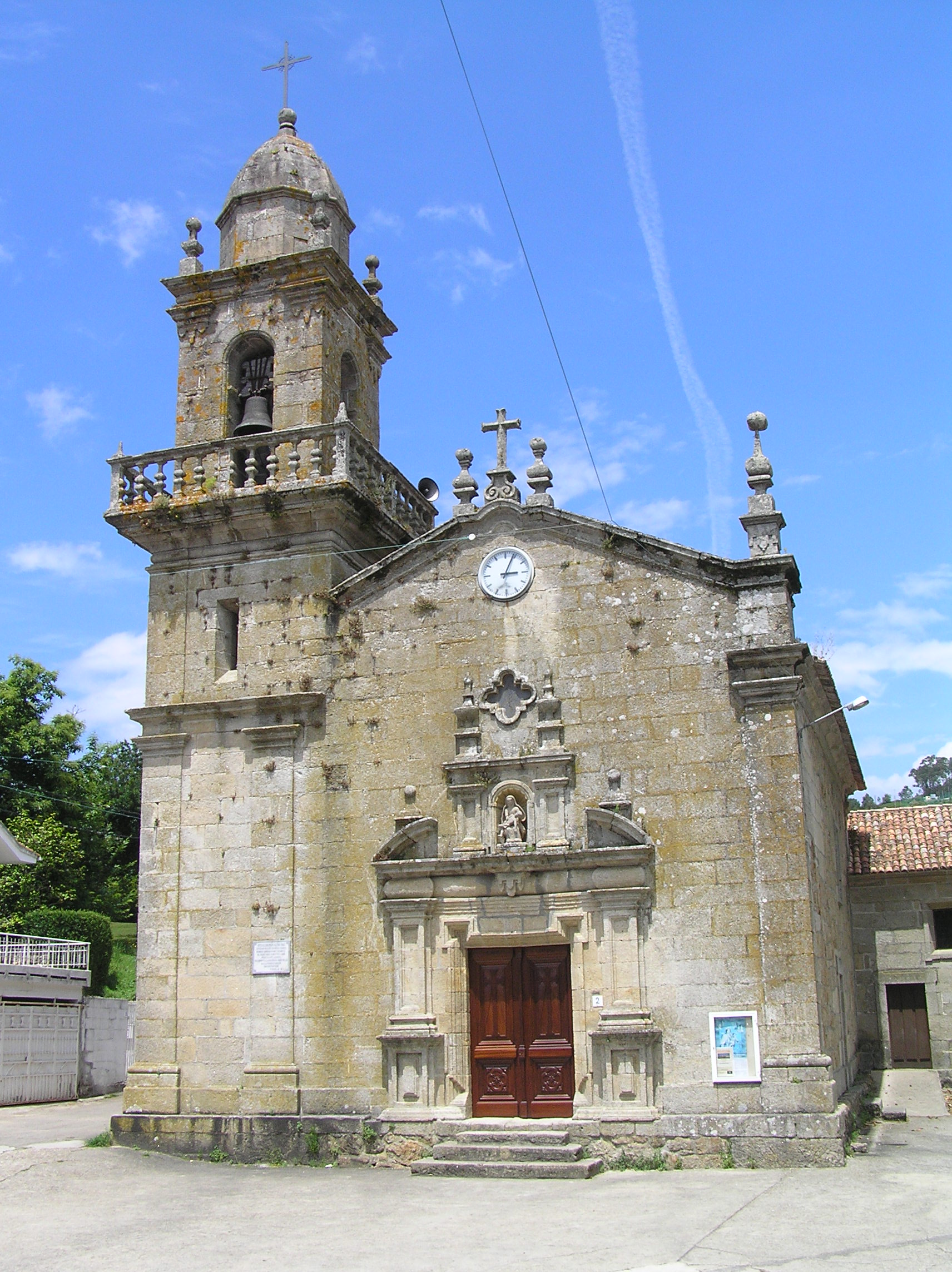
アングスティア・デ・ニグラン教会
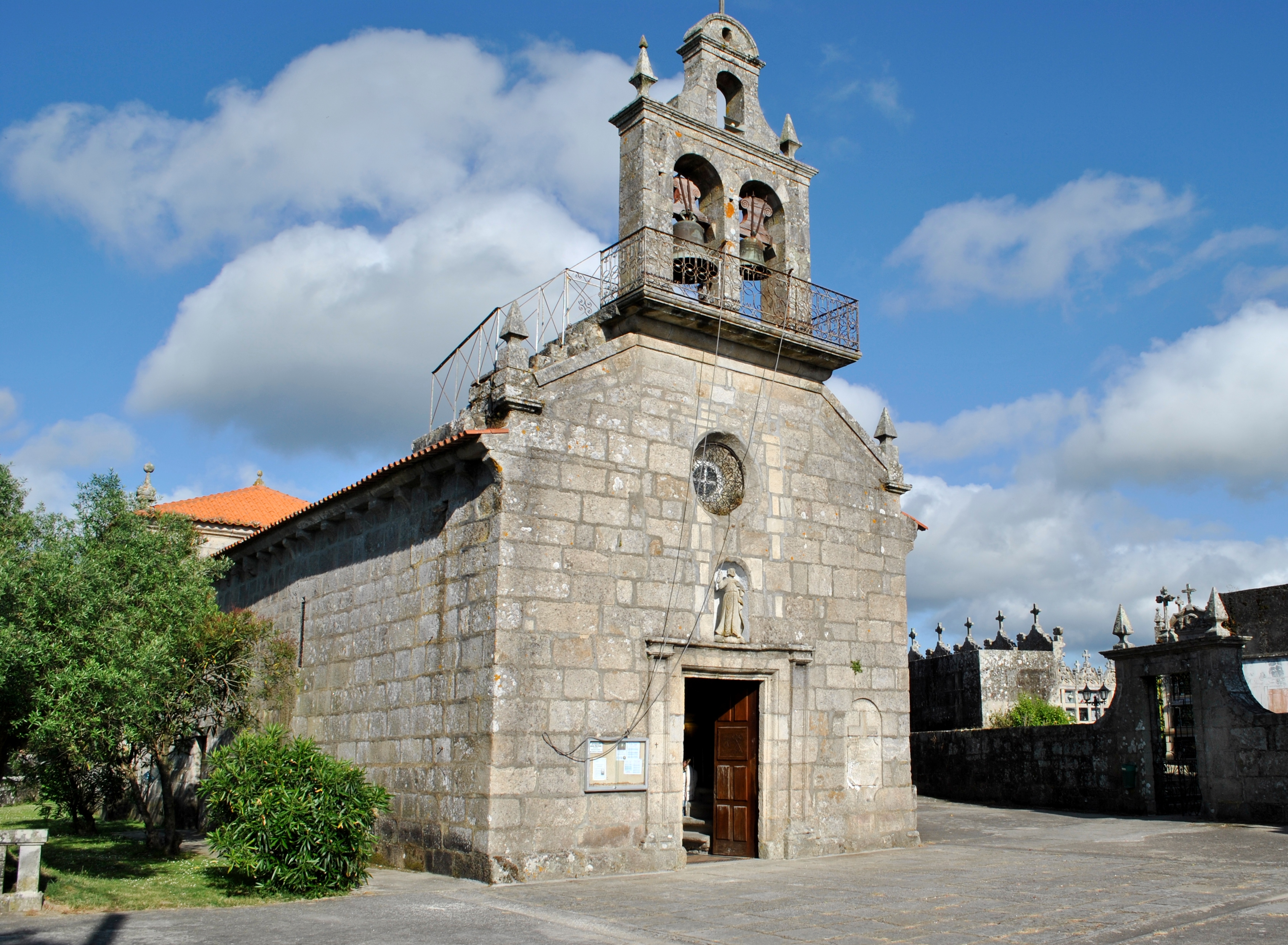
サン・ペドロ・ダ・ラメジョーサ教会
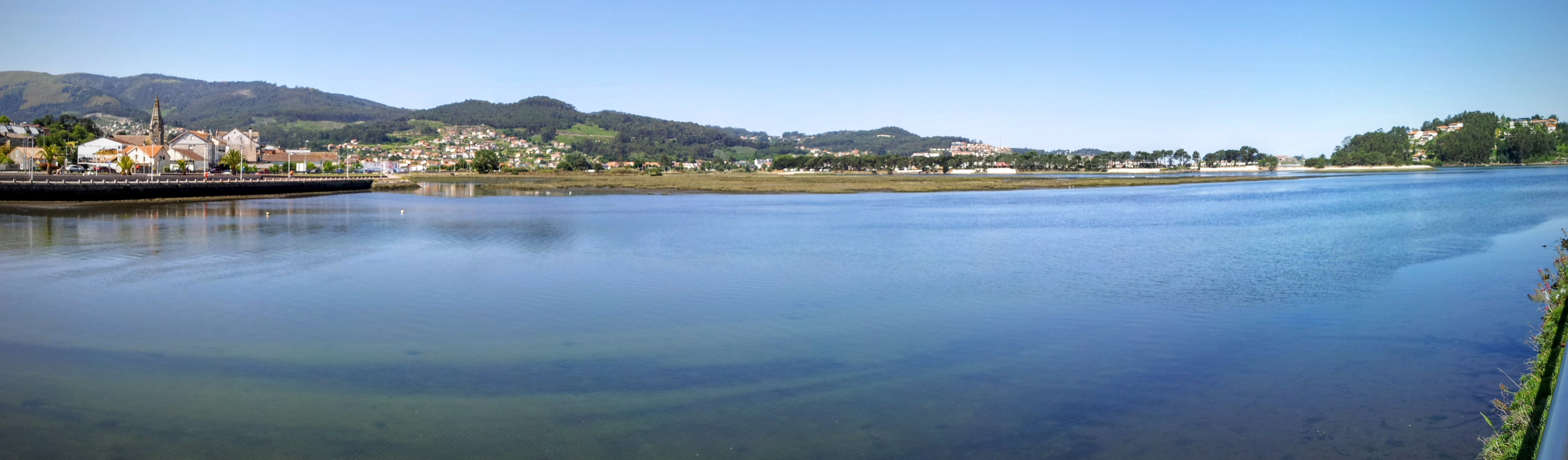
ニグランに近い入江